# NewZFinders
 (mai 2014).
Si vous disposez d'ouvrages ou d'articles de référence ou si vous connaissez des sites web de qualité traitant du thème abordé ici, merci de compléter l'article en donnant les références utiles à sa vérifiabilité et en les liant à la section « Notes et références ».
NewZFinders est un logiciel de moteur de recherche spécialisé pour des fichiers binaires de newsgroups usenet (fichiers .NZB). 
Le logiciel est gratuit, pour Microsoft Windows. L'interface est en français ou anglais.
Il recherche sur plusieurs centaines de newsgroups simultanément. 
Sa spécialisation lui permet d'être plus rapide et paramétrable qu'un moteur de recherche générique.

## Fonctions
Les fonctions spécifiques du logiciel sont :
- La lecture des Flux RSS de binnews.in et ng4you.com intégrée.
- L'affichage du fichier NFO si ce dernier est disponible
- L'affichage de la disponibilité des fichiers de réparation Par2
- L'historique des recherches antérieures, et des fichiers téléchargés
- Jusqu'à 2 500 résultats par recherches
- Permet la recherche sur plus de 8 moteurs d'indexation usenet differents
- Possibilité de faire 5 recherches simultanées
- Possibilité de supprimer des articles déjà téléchargés dans les résultats de la recherche
- Possibilité d'obtenir un compte pour serveur Usenet gratuitement
- Possibilité de faire une recherche interne (filtre) dans les résultats
- Couleur différente lorsque l'article est incomplet (rouge)
- Couleur différente lorsque l'article est protégé par un mot de passe (rose)
- Création d'une liste de groupes favoris
- Recherche dans des listes de groupe préétablies
- Filtres avec de nombreux paramètres avancés (ex: uniquement les archives complètes, depuis certains groupes, sans mots de passe, etc.)